# Shin-fujin kyokai
Nya Kvinnors Förening (japanska: 新婦人協会; hepburn: Shin-fujin kyokai) på engelska känd som New Women’s Association (NWA), var en riksorganisation för kvinnors rättigheter och kvinnlig rösträtt i Japan, grundad 1919 och upplöst 1922.
Föreningen grundades av Raichō Hiratsuka, Fusae Ichikawa och Oku Mumeo. Föreningen gav ut en egen tidskrift, Josei dōmei. Föreningens syfte var att höja kvinnors sociala och politiska ställning i Japan. För att uppnå dessa mål lades fokus på två specifika mål. 
Det ena var att göra det möjligt för kvinnor att skilja sig från eller bryta en förlovning med en man med hänvisning till könssjukdom. Den ska förstås från bakgrunden att det vid denna tid var mycket svårt för en kvinna att få ut skilsmässa eller bryta en förlovning på eget initiativ oavsett anledning och att äktenskapsbrott från makens sida inte var grund till skilsmässa, medan äktenskapsbrott från kvinnans sida var belagt med dödsstraff. Föreningen ville alltså finna en för allmänheten anledning som kunde göra det möjligt för kvinnor att skilja sig på eget initiativ. Det andra målet var att avskaffa artikel nr 5 ur polislagen, som förbjöd kvinnor att engagera sig politiskt genom att bli medlemmar i ett parti, närvara vid politiska möten eller medverka vid politiska event.
Föreningen höll föreläsningar där en stor del av åhörarna bestod av män, och förespråkade samarbete med manliga parlamentariker. Båda lagförslagen föreningen arbetade för lämnades in som petitioner till det japanska parlamentet. Petitionen togs inte upp till debatt i parlamentet, men lade 9 februari 1921 fram ett förslag om att tillåta kvinnor att närvara vid politiska möten. Förslaget röstades ned, men passerade året därefter. Föreningen upplöstes när detta mål hade upplösts 1922, men 1924 bildades Fusen Kakutoku Domei för att arbeta för införandet av kvinnors valbarhet och rösträtt. 